# Vjazemskij
Vjazemskij (rusky Вя́земский) je město v Chabarovském kraji v Ruské federaci. Při sčítání lidu v roce 2010 měl přes čtrnáct tisíc obyvatel.

## Poloha a doprava
Vjazemskij leží v Ussurijské nížině jen několik kilometrů jihovýchodně od řeky Ussuri, která zde tvoří čínsko-ruskou hranici, za kterou se nalézá území spadající pod městskou prefekturu Ťia-mu-s’ provincie Chej-lung-ťiang. Od Chabarovsku, správního střediska Chabarovského kraje, je Vjazemskij vzdálen přibližně 120 kilometrů jižně.
Přes Vjazemskij vede Transsibiřská magistrála, zdejší stanice Vjazemskaja leží na 8651. kilometru od Moskvy. Souběžně s železničí vede na úseku z Chabarovsku do Vladivostoku také dálnice A370.

## Dějiny
Vjazemskij byl založen v roce 1894 v souvislosti se stavbou Ussurijské železnice (dnes tvoří část Transsibiřské magistrály), z Chabarovsku do Vladivostoku, která byla dokončena v roce 1897. Jméno je k poctě Oresta Vjazemského, železničního inženýra, který za stavbu zodpovídal.
V roce 1938 se Vjazemskij stal sídlem městského typu, v roce 1951 městem.